# 二葉 (品川区)
二葉（ふたば）は、東京都品川区の地名。現行行政地名は二葉一丁目から二葉四丁目。住居表示実施済区域。郵便番号142-0043（集配局 : 荏原郵便局）。

## 地理
品川区の南部に位置する。北部は西品川に接する。南東部から南部は立会道路に接し、これを境に大井・西大井にそれぞれ接する。西部は第二京浜に接し、これを境に中延に接する。北西部は豊町に接する。
町域内を三間通りが通っている。また横須賀線（品鶴線）の線路が縦断しており、北端付近を東急大井町線の線路が東西に通っている。横須賀線西大井駅と東急大井町線下神明駅が至近にある。駅周辺に商店などが見られるほかは、住宅地として利用されている。

### 地価
住宅地の地価は、2025年（令和7年）1月1日の公示地価によれば、二葉2-15-6の地点で79万5000円/m2となっている。

## 歴史
現在の二葉および豊町に相当する地域は江戸時代初期には蛇窪村と呼ばれていたが、正保年間（1644年から1647年）に上蛇窪村と下蛇窪村に分かれた。それぞれの鎮守が蛇窪神社（上神明天祖神社）および下神明天祖神社であった。
昭和初期までこの地は荏原町の大字である上蛇窪、下蛇窪と称していたが、1932年（昭和7年）に荏原区の一部として東京市に編入されるにあたり町議より「蛇」の字を忌避する建議があり町議会における議論の結果、上神明町、下神明町と改称される。
その後東京市からの町名整理に関する指導を受ける。具体的には上神明、下神明をそれぞれ南北に分け、北同士を統合したものを豊町、南同士を統合し双葉町と称するというのが東京市からの提案であった。荏原区では「双葉」を「二葉」に変えて受け容れ、1941年（昭和16年）にこれを新町名とした。
その後、1964年（昭和39年）より順次実施された住居表示に従い品川区二葉となった。
- 目黒蒲田電鉄大井町線（現：東急大井町線）戸越公園駅の開業当時の駅名は蛇窪駅であった。
- 同下神明駅の開業当時の駅名は戸越駅であった。
- 現在では蛇窪の名は蛇窪信号場などに残るのみである。

## 世帯数と人口
2023年（令和5年）1月1日現在（東京都発表）の世帯数と人口は以下の通りである。
| 丁目       | 世帯数    | 人口     |
| ---------- | --------- | -------- |
| 二葉一丁目 | 2,305世帯 | 3,984人  |
| 二葉二丁目 | 1,335世帯 | 2,235人  |
| 二葉三丁目 | 1,539世帯 | 2,486人  |
| 二葉四丁目 | 1,827世帯 | 3,066人  |
| 計         | 7,006世帯 | 11,771人 |

### 人口の変遷
国勢調査による人口の推移。
| 年                 | 人口   |
| ------------------ | ------ |
| 1995年（平成7年）  | 11,575 |
| 2000年（平成12年） | 11,361 |
| 2005年（平成17年） | 11,144 |
| 2010年（平成22年） | 11,319 |
| 2015年（平成27年） | 11,469 |
| 2020年（令和2年）  | 12,201 |

### 世帯数の変遷
国勢調査による世帯数の推移。
| 年                 | 世帯数 |
| ------------------ | ------ |
| 1995年（平成7年）  | 5,201  |
| 2000年（平成12年） | 5,399  |
| 2005年（平成17年） | 5,629  |
| 2010年（平成22年） | 5,970  |
| 2015年（平成27年） | 6,259  |
| 2020年（令和2年）  | 6,999  |

## 学区
区立小・中学校に通う場合、学区は以下の通りとなる（2020年4月時点）。
| 丁目       | 番地     | 小学校               | 中学校                 |
| ---------- | -------- | -------------------- | ---------------------- |
| 二葉一丁目 | 全域     | 品川区立豊葉の杜学園 | 品川区立豊葉の杜学園   |
| 二葉二丁目 | 全域     | 品川区立豊葉の杜学園 | 品川区立豊葉の杜学園   |
| 二葉三丁目 | 17〜20番 | 品川区立豊葉の杜学園 | 品川区立豊葉の杜学園   |
| 二葉三丁目 | 21番     | 品川区立豊葉の杜学園 | 品川区立冨士見台中学校 |
| 二葉三丁目 | 1〜16番  | 品川区立上神明小学校 | 品川区立豊葉の杜学園   |
| 二葉三丁目 | その他   | 品川区立上神明小学校 | 品川区立冨士見台中学校 |
| 二葉四丁目 | 全域     | 品川区立上神明小学校 | 品川区立冨士見台中学校 |

| 丁目       | 番地     | 小学校               | 中学校                 |
| ---------- | -------- | -------------------- | ---------------------- |
| 二葉一丁目 | 全域     | 品川区立豊葉の杜学園 | 品川区立豊葉の杜学園   |
| 二葉二丁目 | 全域     | 品川区立豊葉の杜学園 | 品川区立豊葉の杜学園   |
| 二葉三丁目 | 17〜21番 | 品川区立豊葉の杜学園 | 品川区立豊葉の杜学園   |
| 二葉三丁目 | その他   | 品川区立上神明小学校 | 品川区立冨士見台中学校 |
| 二葉四丁目 | 全域     | 品川区立上神明小学校 | 品川区立冨士見台中学校 |

## 交通
南端近くに横須賀線（品鶴線）西大井駅が置かれている。北端付近には東急大井町線下神明駅が置かれている。また西部では東急大井町線・都営浅草線中延駅も利用可能である。バス路線も利用される。

## 産業

### 事業所
2021年（令和3年）現在の経済センサス調査による事業所数と従業員数は以下の通りである。
| 丁目       | 事業所数  | 従業員数 |
| ---------- | --------- | -------- |
| 二葉一丁目 | 190事業所 | 1,212人  |
| 二葉二丁目 | 104事業所 | 785人    |
| 二葉三丁目 | 99事業所  | 335人    |
| 二葉四丁目 | 124事業所 | 737人    |
| 計         | 517事業所 | 3,069人  |

### 事業者数の変遷
経済センサスによる事業所数の推移。
| 年                 | 事業者数 |
| ------------------ | -------- |
| 2016年（平成28年） | 576      |
| 2021年（令和3年）  | 517      |

### 従業員数の変遷
経済センサスによる従業員数の推移。
| 年                 | 従業員数 |
| ------------------ | -------- |
| 2016年（平成28年） | 2,848    |
| 2021年（令和3年）  | 3,069    |

## 交通

### 電車
- 下神明駅 東急大井町線
- 西大井駅 横須賀線・湘南新宿ライン

### バス
東急バス「井01」系統（大井町駅 - 東光寺前- 西大井駅入口 - 二葉三丁目 - 荏原営業所）が大井町駅から二葉町内を横断して荏原営業所へ向かっている。
- 二葉一丁目 東急バス[18]
  - 井01系統[18]：荏原営業所行
  - 井01系統[18]：大井町駅行

## 施設

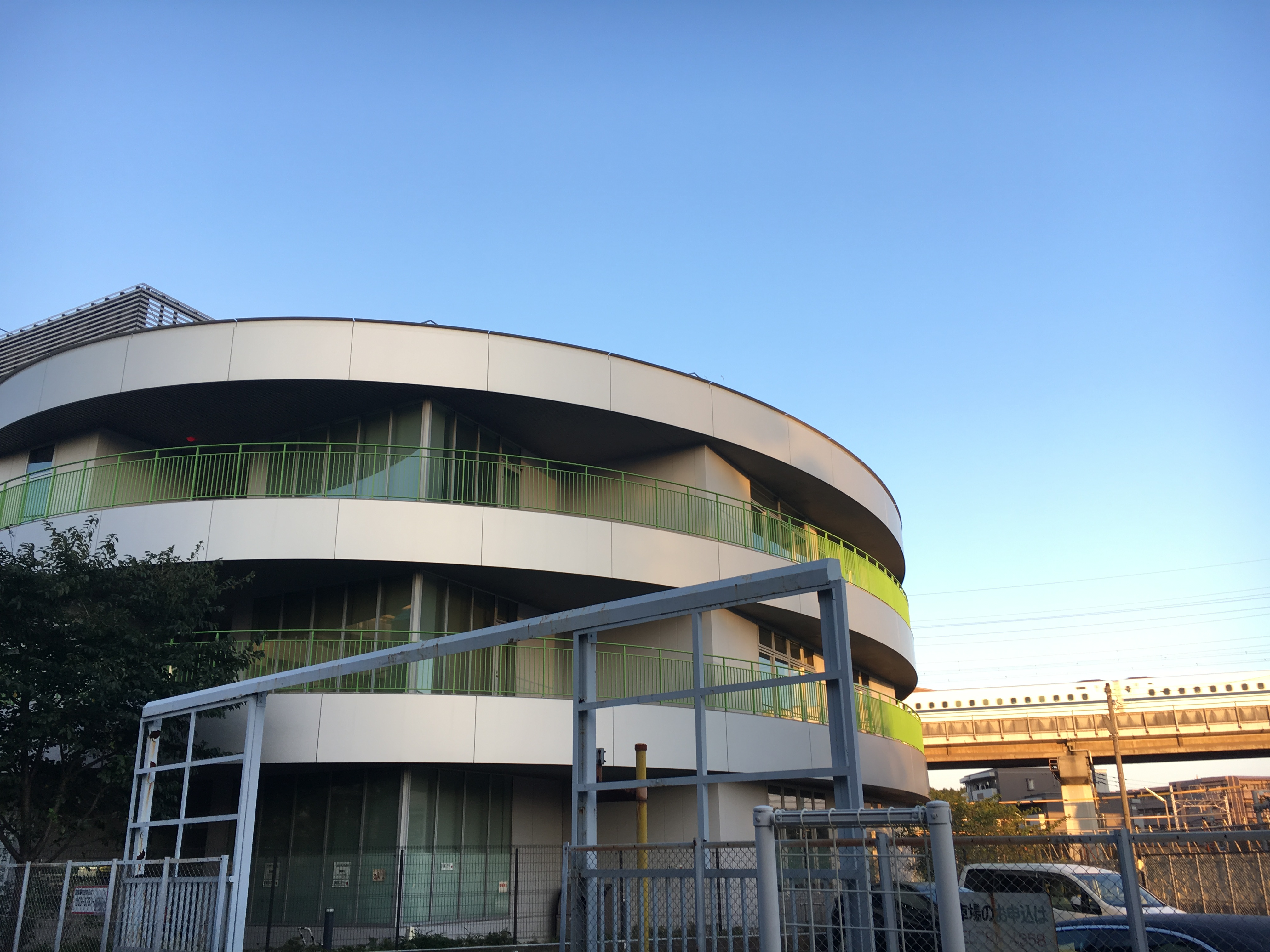
荏原第五地域センター
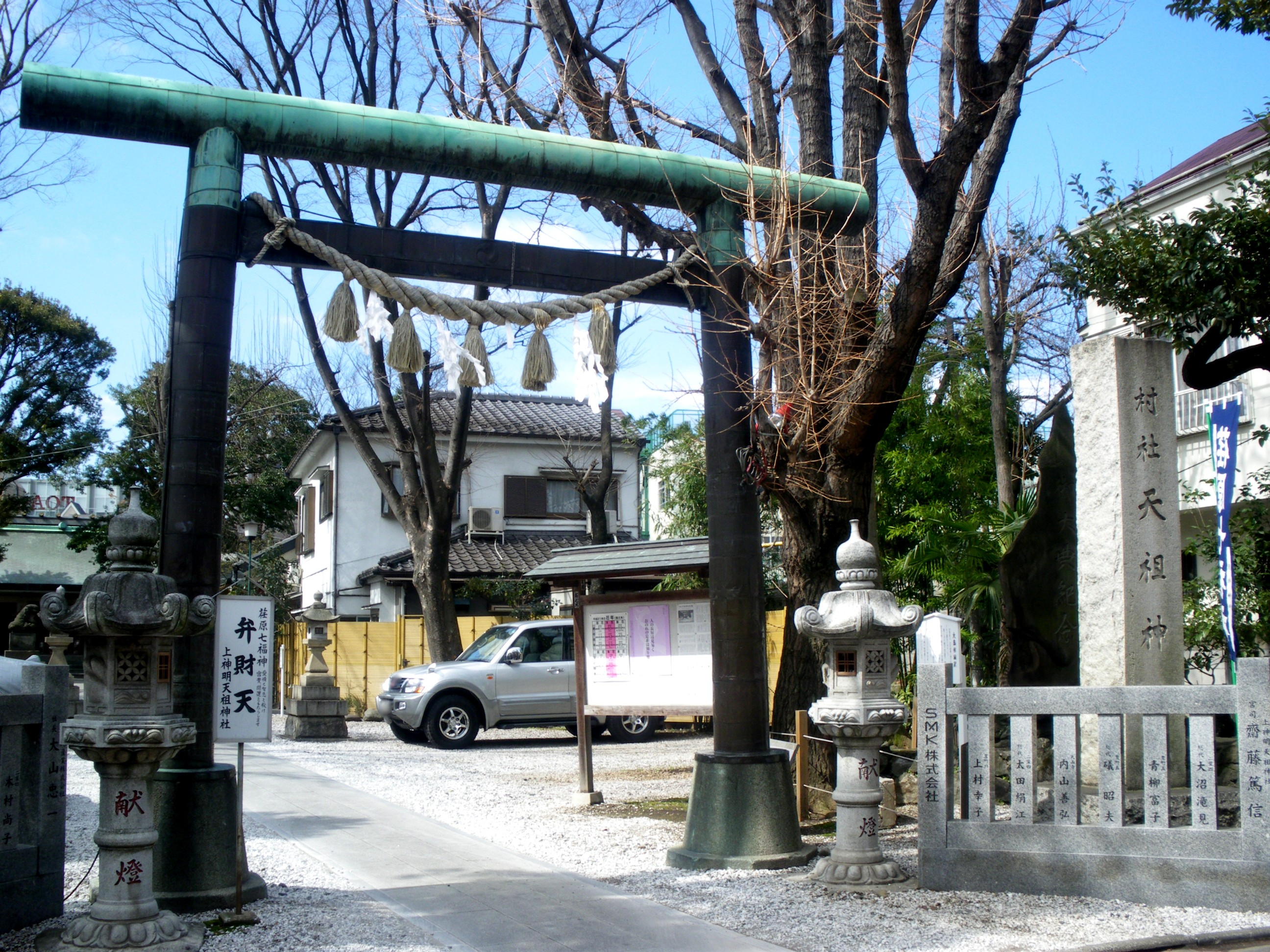
蛇窪神社（上神明天祖神社）
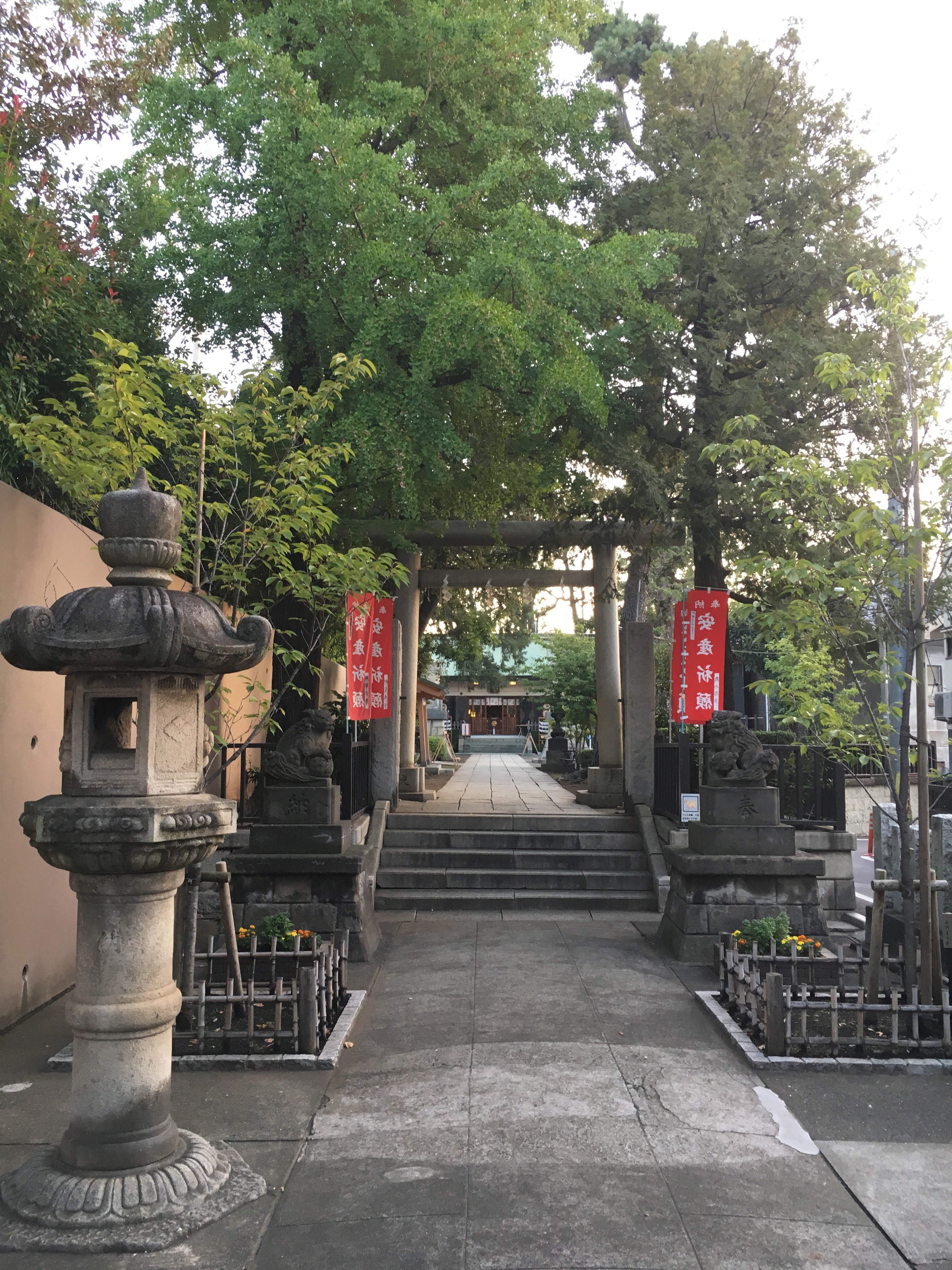
下神明天祖神社
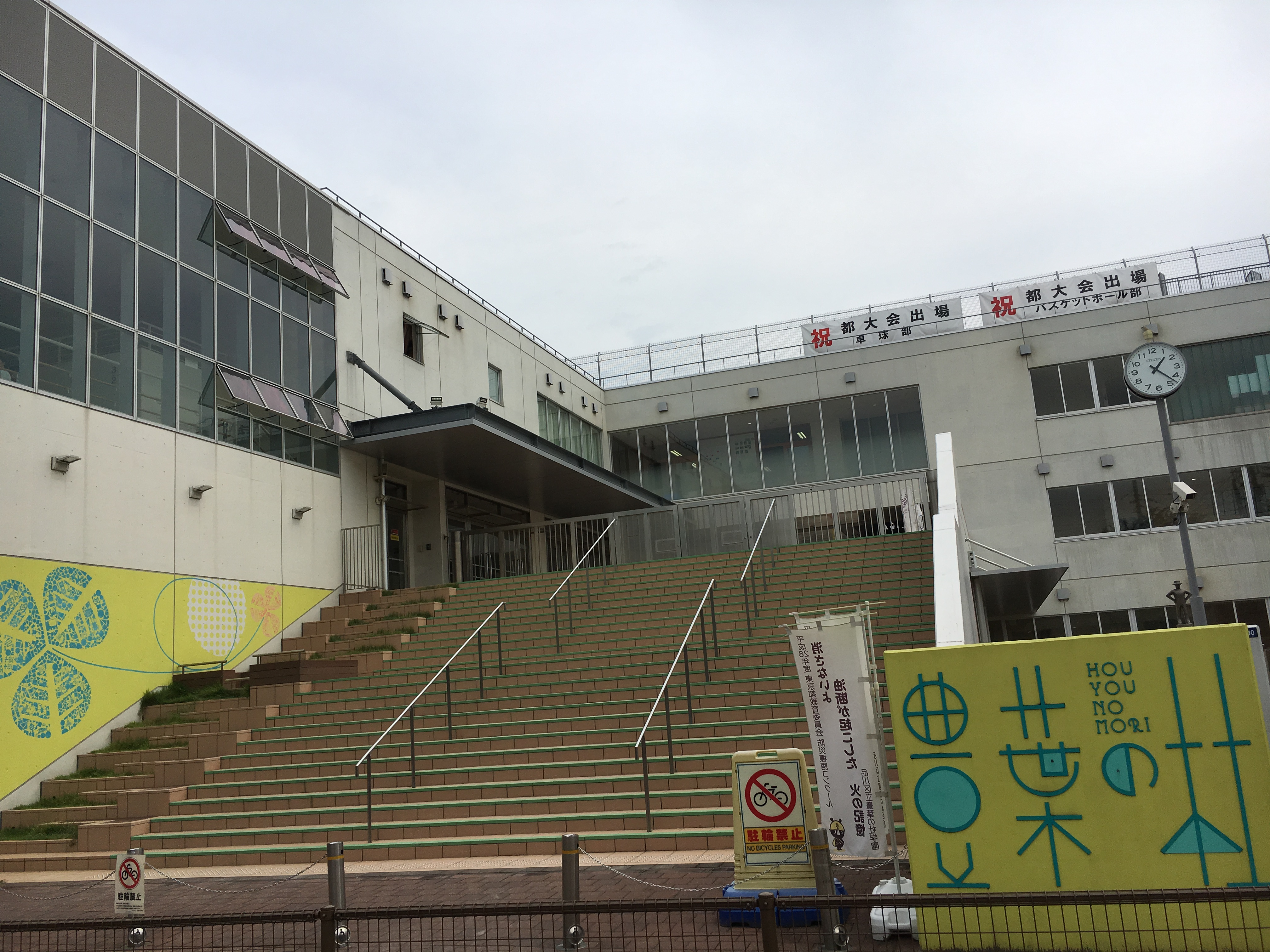
品川区立豊葉の杜学園

### 公共施設
- 神明児童遊園（タコ公園）
- 二葉公園
- 荏原第五地域センター
- 品川区立二葉図書館
- 豊葉の杜学園温水プール
- （社福）品川総合福祉センター福祉工場しながわ（パン工房プチレーブ）

### 教育機関
- 品川区立二葉保育園
- 品川区立二葉すこやか園（品川区立二葉幼稚園・品川区立二葉つぼみ保育園の幼保一体施設）
- 私立大井町のぞみ保育園（品川区認可保育園）
- 品川区立上神明小学校
- 品川区立豊葉の杜学園
- 青稜中学校・高等学校

### 宗教施設
- 荏原七福神 東光寺
- 蛇窪神社（上神明天祖神社）
- 下神明天祖神社
- 丸山寺
- 相慈寺

### 郵便局・金融機関
- 品川区役所前郵便局
- 品川二葉郵便局
- さわやか信用金庫 二葉出張所
- 芝信用金庫 大井支店
- 目黒信用金庫 二葉支店

### 商業施設・大型建造物
- NFパークビルディング
- 育健
- イツキプリント
- 大盛湯
- ローレルコート大井町 近鉄不動産
- グランダ大井町（ベネッセスタイルケア）

### 商連
- 二葉一丁目商店会
- 二葉神明商店会
- 二葉二丁目共盛会
- 二葉中央商店会
- のんき通り商店街
- 二葉三丁目進和会
- 二葉四丁目共栄会

### 店舗
- 小川畜産
- ローソン 二葉店
- セブンイレブン 二葉町店
- まいばすけっと 二葉2丁目店
- ココカラファイン 大井町店

## 祭事・催事
- 新春餅つき大会 - 1月
- 下神明天祖神社節分祭（豆まき） - 2月
- 品川納涼祭 - 8月
- 下神明天祖神社例大祭 - 9月
- 蛇窪神社例大祭 - 9月
- しろへびサミット in しながわ - 9月